# Mosquée congrégationaliste de Kokand
 (décembre 2023).
 (décembre 2023).
La mosquée congrégationaliste de Kokand (en ouzbek : Qoʻqon jome masjidi) est un monument architectural situé sur la place Chorsu à Kokand, dans la région de Ferghana, en Ouzbékistan. Elle a été construite de 1819 à 1822 sur ordre du souverain de Kokand, Umar Khan. Le complexe comprend une mosquée, une médersa, une salle de prière, un minaret et un khanqah.
Elle figure actuellement sur la liste du patrimoine culturel matériel de l'Ouzbékistan d'importance républicaine.

## Histoire
En 1805, sur ordre du souverain de Kokand, Alim Khan, la construction de la mosquée cathédrale de Kokand a débuté, mais elle a été interrompue. En 1819, le dirigeant suivant du Khanat de Kokand, Umar Khan, a repris la construction de la Mosquée Congrégationnelle de Kokand. Les travaux étaient dirigés par un célèbre architecte originaire d'Ura-Tyube. Sous sa supervision, 200 ouvriers ont travaillé. Deux ans plus tard, la Mosquée Congrégationnelle de Kokand a été achevée,.
La Mosquée Congrégationnelle de Kokand possède une grande cour. Dans la partie ouest de la cour de la mosquée se trouve une grande véranda (d'une superficie de 97,5 x 25,5 mètres), dont le toit est soutenu par 98 colonnes, ainsi qu'un khanaka. Les colonnes de la véranda sont des œuvres d'art, finement peintes de couleurs avec l'ajout d'or. Le khanaka est construit avec un plafond peint en hauteur. Au centre de la cour, un minaret de 22,5 mètres de haut a été construit. Le minaret en pierre présente une maçonnerie lisse en brique cuite et six lanternes voûtées, couronnées d'un dôme à facettes. Cependant, le minaret n'est pas décoré avec des motifs supplémentaires. Un escalier en colimaçon mène au sommet du minaret[réf. nécessaire].
Les murs de la mosquée conservent toujours les sculptures en ganch, ce qui est unique dans la vallée de Ferghana. Le long du périmètre de la cour, il y avait des hudjras (salles d'étude), car une médersa fonctionnait à la mosquée[réf. nécessaire].
La médersa a continué à fonctionner jusqu'en 1918, tandis que la mosquée a été utilisée jusqu'en 1930.